# 131
131 је била проста година.

## Догађаји
- Цар Хадријан гради град Елија Капитолина, на локацији Јерусалима.
- Преторов едикт је дефинитивно кодификован од стране Салвија Јулијана, по Хадријановом наређењу. Ова промена значи да сенаторски декрети постају пука потврда царског говора који их је покренуо.
- Реорганизација Царског савета: Централна управа је ојачана, а административни положаји поверени су витезовима, према веома строгој хијерархији. Реорганизацијом, Pимски сенат је искључен из контроле пословања државе.
- Хадријан обнавља монархистичку политику Клаудија и Домицијана. Коњички ред добија пуни правни статус и добија други државни ред.
- Италија је подељена на правне области којима управљају конзули, што је директан удар на моћ и престиж Сената.
- Хадријанов едикт забрањује праксу обрезивања. Поред тога, Хадријан забрањује јавно читање Торе под казном смрти, као и поштовање празника и суботе, учење јудаистичког закона и рукоположење рабина.
- Балсаминов храм је изграђен у Палмири.